# Megaloharpya lequeuxi
Megaloharpya lequeuxi là một loài bọ cánh cứng trong họ Cerambycidae.